# Naturdenkmal Felsgruppe Schnabel
Das Naturdenkmal Felsgruppe Schnabel mit einer Größe von 1,26 ha liegt östlich von Niedersfeld im Stadtgebiet von Winterberg. Das Gebiet wurde 2008 mit dem Landschaftsplan Winterberg durch den Hochsauerlandkreis als Naturdenkmal (ND) ausgewiesen. Zudem ist er teils ein gesetzlich geschütztes Biotop nach § 62 des Landschaftsgesetzes Nordrhein-Westfalen mit der Bezeichnung GB-4716-231 und einer Größe von 0,19 ha.
Das ND besteht aus mehreren hintereinander gestaffelten Einzelfelsen aus Schiefer von bis zu 4 m Höhe am Westhang des Berges Schnabel. Das ND besteht aus einer nördlichen kleineren Fläche und einer südlichen größeren Fläche. Die Schiefergesteinsschichten sind um ca. 45 Grad geneigt. Das ND wird von Rotbuchen-Altholz bedeckt, wobei im nördlichen Teil Rotfichten beigemischt sind. Bei der Ausweisung wurde eine Zurückdrängung der vorhandenen Fichten gefördert.